# K’inich Ahkal Mo’ Nahb III
K’inich Ahkal Mo’ Nahb III, znany też jako Chaacal III i Akul Anab III (ur. 13 września 678, zm. ok. 736 roku) – majański władca miasta Palenque i następca K’inich K’an Joy Chitama II.
Był synem księcia Tiwol Chan Mata (przypuszczalnie brat K’inich K’an Joy Chitama II) oraz Pani Kinuw. Niejasne są losy poprzedniego władcy, który w wyniku najazdu królestwa Toniná dostał się do niewoli. Nie ma pewności, czy powrócił on jeszcze do Palenque, czy został stracony, ale wiadomo, że władzy po nim nie objął Tiwol Chan Mat. Ponieważ był on spokrewniony z żoną Pakala Wielkiego Tz’akbu Ajaw, która być może była jego matką, to K’inich Ahkal Mo’ Nahb III mógł legalnie zostać nowym królem. Oznacza to, że byłby on wnukiem Pakala Wielkiego i bratankiem swoich dwóch poprzedników, co potwierdzają glify ze Świątyni XVIII z Palenque.
Na tron wstąpił 30 grudnia 721 roku i podobnie jak jego poprzednicy zajmował się wznoszeniem nowych obiektów, głównie świątyń oraz upamiętnianiem historii Palenque w tekstach glificznych. Brał udział również w kilku konfliktach, z których pierwszy bliżej niejasny miał miejsce w 723 roku. Kolejny odbył się dwa lata później, kiedy to władca wyprawił się do miasta K’ina’, leżącego prawdopodobnie w strefie wpływów Piedras Negras. Tam też, jak podają inskrypcje, jeden z dowódców władcy, Chak Suutz’ schwytał wysokiego rangą dygnitarza. W 729 roku odbyły się dwie kolejne kampanie, lecz ich miejsce pozostaje nieznane.
Dokładna data jego śmierci nie jest znana, ale w inskrypcjach ze Świątyni XIX ostatni raz jest wzmiankowany w 736 roku. Badacze przypuszczają, że mógł zostać pochowany w Świątyni III. Po nim władzę przejął prawdopodobnie jego brat K’inich Janaab Pakal II.